# Siutghiol
Siutghiol (rumænsk udtale: [ˈsjut.ɡjol]) eller Siutghiol-søen er en lagune ved kysten af Sortehavet i distriktet Constanța, Nord Dobrogea i Rumænien. Den har en længde på 7,5 km og en bredde på 2,5 km og et areal på 20 km2 og en maksimal dybde på 18 meter.
Ovidiu er en lille ø på den vestlige side af søen, 500 meter fra byen Ovidiu. Øen var eksil for digteren Publius Ovidius Naso som levede fra 43 f.Kr. til 17 e.Kr. under af kejser Augustus i 8 e.Kr. Under dette eksil skrev digteren flere af sine værker  På østsiden af søen ligger feriebyen Mamaia, som ligger på en landtange på 8 km lang og kun 300 meter i bredden, mellem Sortehavet og Siutghiol-søen.

## Etymologi
Navnet på søen kommer fra det tyrkiske Sütgöl, der betyder "mælkesøen".